# Margit Sielska-Reich
Margit Sielska-Reich (26. května 1900 – 3. února 1980) byla polsko-ukrajinská malířka a fotografka.

## Život
Studovat malbu začala na Svobodné akademii výtvarných umění ve Lvově. V letech 1920 až 1922 pokračovala ve studiu na Akademii výtvarných umění v Krakově a následně studovala na Akademii výtvarných umění ve Vídni.
V Paříži se seznámila se svým budoucím manželem, lvovským malířem Romanem Sielským. V roce 1929 se s ním vrátila do Lvova.
V jejích obrazech se objevoval vliv surrealismu. Spolupracovala s levicovými časopisy, za což byla stíhána Nacisty. V roce 1937 opět navštívila Paříž. Období 2. světové války strávila ve Lvově. V roce 1942 byla spolu se svým otcem, bratrem a jeho ženou zatčena gestapem a odvezena do lvovského ghetta. Přežila díky ukrývání se v ateliéru malíře Saši Wynnytzkého.
Po válce zůstala s manželem ve Lvově. Stala se členkou umělecké skupiny Tow a účastnila se různých místních výstav. Většina jejích děl se nachází ve Lvově v muzeích a soukromých sbírkách. Po své smrti byla pohřbena na Lyčakovském hřbitově.